# Никола Лечев
Никола Лечев – Джони е български национален състезател по волейбол.
Той е едно от големите имена на българския волейбол през 50-те и 60-те години на миналия век.

## Биография
Никола Лечев е роден на 1 юли 1933 година в Пловдив.
Волейболната му кариера започва през 1948 година. Още като ученик той е включен в състава на мъжкия отбор на „Локомотив“. Отличава се със своята блестяща игра в отбрана и ефективно нападение.
През 1952 - 1955 година отбива военната си служба в строителните войски. Има честта да бъде включен в разширения състав на волейболния отбор на „Ударник“ (Славия) София. Тук той показва своите качества на състезател с голяма амбиция, упоритост, дисциплинираност в тренировките. Пълен с неизчерпаема енергия и сила, съчетани с акробатическите му умения дават основание на треньора Иван Милев да му гласува доверие в основната шестица на отбора.
Лечев играе в Славия до 1958 година. През тези 6 години е състезателят, който има определен дял в спечелването на републиканските титли от „Славия“ през 1953, 1956 година; на турнирите за купата на НРБ през 1957 година.
През 1956 Лечев е включен в Националния отбор, където играе до 1962 година. Участвал е в близо 300 мача, в това число:
- В европейските първенства – 1955 и 1958 година когато България се класира на 3 и 4 място;
- В световните първенства – 1956 и 1962 година – нашите национали се класират съответно на 5 и 4 място;
- На Универсиадата в Будапеща през 1954 г. – нашият отбор се класира на първо място.

Лечев продължава своята състезателна дейност в дружество „Локомотив“ – Пловдив, където играе до 1968 година. След това работи като ОТК в ТПК „Прогрес“ – Пловдив. Пенсионира се като служител на МВР.
За него змс Тодор Симов, бивш състезател на националния отбор, казва: "Никола Лечев - Джони е останал в моите спортни спомени като човек раздаващ се в игрището както в нападение, така и в отбрана. Атрактивната му игра беше високо оценена от специалистите. Снимка с негов красив плонж обиколи света чрез публикацията и в списание на Световната федерация по волейбол. За приноса му към националния отбор през 1962 година е удостоен със званието „Заслужил майстор на спорта“.
Умира на 6 януари 2020 г.

## Награди
В резултат на своята близо 20-годишна състезателна дейност е завоювал:
- 4 златни медала
  - един от Световните студенски игри – 1954 година;
  - два от републиканско първенство – 1953, 1956 година;
  - един от турнира за купата на НРБ – 1957 година;
- 2 сребърни медала
  - един от републиканското първенство – 1957 година;
  - един от турнира за купата на НРБ – 1955 година;
- 4 бронзови медала
  - един от европейското първенство – 1955 година;
  - два от републиканско първенство – 1954, 1955 година;
  - един от турнира за купата на НРБ – 1954 година.

Лечев бе част от поколението състезатели, които останаха в историята със своята всеотдайност, трудолюбие и любов към волейбола. Поколение, което издигна нивото на този любим спорт до световно равнище. Състезатели, които играеха за чест и слава, а не за пари.
Никола Лечев – Джони нито за миг не е прекъсвал връзката си с волейбола. Член на ръководството на ВК „Локомотив“ – Пловдив. Горд е, че е успял да предаде любовта към волейбола на синовете си. Те и двамата са волейболисти: големия Димитър е играещ треньор в Кипър, а малкия – бизнесмен.